# Shirley Hufstedler
Shirley Mount Hufstedler (Denver, Colorado, 24 de agosto de 1925-Glendale, California, 30 de marzo de 2016) fue una jurista y política estadounidense, Secretaria de Educación de Estados Unidos entre 1979 y 1981.

## Biografía
Shirley Mount Hufstedler nació en Denver, el 24 de agosto de 1925. Hufstedler nació como Shirley Ann Mount el 24 de agosto de 1925 en Denver, Colorado. Su familia materna emigró a Estados Unidos desde Alemania y fue pionera en Misuri.  Su padre trabajaba en la construcción y, durante la Gran Depresión, la familia tuvo que mudarse con frecuencia para que él pudiera encontrar trabajo. Como resultado, cambió de escuela y ciudad con frecuencia desde segundo grado. De niña, vivió en Nuevo México, Montana, California y Wyoming. Ernie Pyle, amigo de su padre y famoso corresponsal de guerra, se convirtió en un amigo cercano y mentor de Hufstedler.  Hufstedler se licenció en Administración de Empresas en 1945 por la Universidad de Nuevo México y en Derecho en 1949 por la Facultad de Derecho de Stanford.

## Trayectoria
Sus primeros intentos por comenzar su carrera tras graduarse resultaron difíciles. Su promoción de la facultad de derecho incluía solo dos mujeres, ya que tres de ellas abandonaron la carrera. Aunque se graduó con las mejores calificaciones, seguía siendo una mujer en una profesión dominada por hombres y tuvo dificultades para encontrar empleo. Empezó a redactar escritos para otros abogados y a desempeñar otras tareas similares. Finalmente, abrió su propio despacho en Los Ángeles en 1951. Desde allí, logró llegar a la Fiscalía General. Se desempeñó como Asesora Jurídica Especial del Fiscal General de California en el complejo litigio del río Colorado ante la Corte Suprema de Estados Unidos de 1960 a 1961.

### Jueza del Tribunal Superior de California
En 1961, fue nominada, por el gobernador Pat Brown, para Juez del Tribunal Superior del Condado de Los Ángeles, cargo al cual fue elegida en 1962 por el Partido Demócrata. En el momento de su nombramiento al Tribunal Superior del Condado de Los Ángeles, era la única mujer de un grupo de 119 hombres.  A la jueza Shirley M. Hufstedler se le atribuye ampliamente la presentación de fallos provisionales ante los tribunales estadounidenses mientras ocupaba un cargo en el Tribunal Superior de Los Ángeles.
En 1966, fue nombrada jueza asociada del Tribunal de Apelaciones de California.
Hufstedler fue nominada por el presidente Lyndon B. Johnson el 17 de julio de 1968 para el Tribunal de Apelaciones del Noveno Circuito de los Estados Unidos, a un nuevo puesto autorizado por 82 Stat. 184. Fue confirmada por el Senado de los Estados Unidos el 12 de septiembre de 1968 y recibió su comisión el 12 de septiembre de 1968. Su servicio finalizó el 5 de diciembre de 1979 debido a su renuncia.

### Secretaria de Educación
Hufstedler se unió a la administración Carter cuando fue designada como la primera Secretaria de Educación de los EE. UU. en 1979. Como primera Secretaria de Educación, la agenda de Hufstedler se ha descrito como centrada en el fortalecimiento de las interrelaciones estatales y federales, así como la equidad educativa. Su dedicación hacia las necesidades educativas ayudó a sentar un precedente en la importancia de su existencia, incluso más tarde evitando los intentos del presidente Ronald Reagan de desmantelarlo por completo después de derrotar al presidente Carter en 1980.

### Carrera posterior
Hufstedler fue considerada candidata a la Corte Suprema si se hubiera producido una vacante durante la presidencia de Jimmy Carter. En 1981, Hufstedler regresó a la vida privada, ejerciendo la docencia y el derecho. Fue socia del bufete Hufstedler & Kaus, ahora fusionado con Morrison & Foerster. Impartió docencia en todo el país, incluyendo estancias en la Universidad de California en Irvine y Santa Cruz, la Universidad de Iowa, la Universidad de Vermont, la Facultad de Derecho de Stanford y la Universidad de Oregón.
Ella recibió 20 grados honorarios de Doctor de universidades norteamericanas.

## Vida personal
Hufstedler conoció a su marido, Seth Hufstedler, en la facultad de derecho y se casaron en 1949. Tuvieron un hijo, el Dr. Steve Hufstedler, y cuatro nietos.
Hufstedler aparece en la biografía cinematográfica de 2009 del aviador pionero y azafata Pancho Barnes, The Legend of Pancho Barnes and the Happy Bottom Riding Club, anunciado como "el asesor legal de Pancho".
El 30 de marzo de 2016, Hufstedler murió en Glendale (California), de una enfermedad cerebrovascular a la edad de 90 años.  Está enterrada en el Forest Lawn Memorial Park (Glendale).